# Borecký tunel
Borecký tunel je železniční tunel na katastrálním území Borek na úseku regionální dráhy 161 Rakovník – Bečov nad Teplou mezi zastávkou Borek u Žlutic a stanicí Štědrá v km 56,667–56,753.

## Historie
Železniční trať byla postavena společností Císařsko-královské státní dráhy jako místní dráha. Povolení k výstavbě bylo rakouským státem vydáno 31. května 1895. Provoz byl zahájen 27. června 1897 na úseku Rakovník – Žlutice a 20. listopadu 1898 na úseku Žlutice – Bečov nad Teplou. Na trati byly vyraženy dva tunely: Žlutický a Borecký.

## Popis
Jednokolejný tunel se nachází na trati Rakovník – Bečov nad Teplou. Tunel vyražený ve skalním ostrohu, který obtéká Borecký potok, je v nadmořské výšce 520 m a měří 86 m. V tunelu jsou uprostřed na obou stranách záchranné výklenky. Portály jsou vyzděné kamenným zdivem.